# Phelpsiella ptericaulis
Phelpsiella ptericaulis är en gräsväxtart som beskrevs av Bassett Maguire. Phelpsiella ptericaulis ingår i släktet Phelpsiella och familjen Rapateaceae. Inga underarter finns listade i Catalogue of Life.